# Chiroiu-Ungureni, Ialomița
Chiroiu-Ungureni este un sat în comuna Drăgoești din județul Ialomița, Muntenia, România.